# Alekos Sofianidis
Alekos Sofianidis (gr. Αλέκος Σοφιανίδης) (ur. 3 sierpnia 1933 w Stambule, zm. 6 lipca 2010 w Atenach) – grecki piłkarz występujący na pozycji obrońcy. Trener piłkarski.

## Kariera klubowa
Sofianidis treningi rozpoczął w tureckim klubie Beyoğlu SK. W 1948 roku przeszedł do Beşiktaşu JK. W latach 1957 oraz 1958 wywalczył z nim mistrzostwo Turcji. W 1959 roku został graczem greckiego AEK Ateny. Przez 10 lat gry dla tego klubu, zdobył z nim dwa mistrzostwa Grecji (1963, 1968) oraz dwa Puchary Grecji (1964, 1966). W 1969 roku Sofianidis odszedł do Panachaiki GE, gdzie w 1970 roku zakończył karierę.

## Kariera reprezentacyjna
W reprezentacji Grecji Sofianidis zadebiutował 15 listopada 1959 w przegranym 0:4 meczu kwalifikacji Letnich Igrzysk Olimpijskich z Jugosławią. W latach 1959–1967 w drużynie narodowej rozegrał łącznie 7 spotkań.

## Kariera trenerska
W 1988 roku Sofianidis został selekcjonerem reprezentacji Grecji. W roli tej zadebiutował 15 listopada 1988 w wygranym 3:0 towarzyskim meczu z Węgrami. Kadrę Grecji poprowadził w łącznie w siedmiu spotkaniach, z czego trzy były wygrane, jedno zremisowane i trzy przegrane.